# Эстонский литературный музей
Эстонский литературный музей (эст. Eesti Kirjandusmuuseum) расположен в Тарту. Является государственным исследовательским институтом, находится в подчинении у Министерства образования и науки Эстонии. Целью работы музея является сохранение эстонских языка и культуры, а также публикация и продвижение научно-исследовательских работ в этой области.
С 1953 по 1990 год носил название Литературный музей имени Ф. Р. Крейцвальда.

## О музее

### История
Музей был создан 11 сентября 1940 года на базе Библиотеки архива (до передачи в ведение литературного музея относившейся к Эстонскому национальному музею), Эстонского библиографического фонда, Архива эстонского фольклора и Эстонского культурно-исторического архива. Позднее, в 2000 году, в ведение музея были также переданы отделы фольклора и этномузыковедения Института эстонского языка.
С 1946 по 1997 год музей был подразделением Эстонской академии наук.
В 2013 году к главному зданию музея был пристроен новый четырёхэтажный корпус, в котором, помимо прочего, оборудован современный архив для документов.

### Деятельность
Главными целями работы музея является сохранение эстонских языка и культуры, а также продвижение научных исследований в этой области и участие в международной деятельности в этом направлении. Для достижения этих целей проводятся исследования в области фольклора и религиоведения, литературы, искусства, истории культуры, биографических материалов, этномузыковедения и библиографии.
С 1949 года музей выпускает ежегодный альманах «Несколько шажков» (эст. «Paar sammukest»).
С 1957 года в музее проходит ежегодная двухдневная конференция исследователей эстонского фольклора и литературы «Крейцвальдские дни», названная в память об основателе эстонской литературы Фридрихе Крейцвальде.
В 2002 году Эстонский литературный музей совместно с Библиотекой Тартуского университета и Отделом литературы и фольклора Тартуского университета запустил проект «EEVA».

### Структура
Музей состоит из четырёх отделов:
- Архивная библиотека Эстонского литературного музея и её библиографический отдел
- Эстонский культурно-исторический архив Эстонского литературного музея
- Эстонский фольклорный архив Эстонского литературного музея
- Отдел фольклористики Эстонского литературного музея

Директором музея с 2023 года является Пирет Воолайд.

## Галерея

Музей в 2017 году
Вид с улицы Пеплери
Эстонский литературный музей после ремонта
Стеклянная галерея